# Do větru
Do větru je debutní celovečerní snímek režisérky Sofie Šustkové z roku 2018. Producenti uvádějí film jako boat movie. V hlavních rolích se představili Vladimír Polívka, Jenovéfa Boková a Matyáš Řezníček. Předpremiéra filmu proběhla na festivalu Febiofest 19. března 2018 a do kin vstoupil snímek 5. dubna téhož roku.

## Děj
Film sleduje osudy tří mladých lidí v romantických scenériích ostrovů Severních Sporád v Egejském moři. Dvojice sourozenců Matyáše (Matyáš Řezníček) a Natálky (Jenovéfa Boková), plavící se jako posádka plachetnice, zažívá zdánlivě bezstarostnou idylu. Příchodem mladého dokumentaristy Honzy (Vladimír Polívka), jehož otci loď patří, však na palubu přichází nový element. Snaha zdokumentovat uprchlickou krizi v Řecku se pomalu vytrácí a Honzova náklonnost k Natálce začíná čeřit usedlé vody sourozeneckého vztahu. 

## Obsazení
| Vladimír Polívka | Honza   |
| Jenovéfa Boková  | Natálka |
| Matyáš Řezníček  | Matyáš  |

## Natáčení
Film se natáčel na ostrovech Severních Sporád, kde vznikal i muzikál Mamma Mia!, a to v rekordním čase 20 natáčecích dnů. Dokončení filmu podpořila crowdfundingová kampaň.
| „                          | „Moje generace narozená kolem listopadu 89 poslouchá, jaké máme štěstí, že jsme se na rozdíl od našich rodičů narodili do svobodného světa, že co chceme, to můžeme. Filmem chci ukázat, jak s tím žijeme. Jaké rozměry a limity má naše hledání svobody v dnešním světě, i s jakými otázkami se potýkáme. Ale hlavně chci diváky vzít na moře na plachetnici a nechat je prožít tu radost a nevázanost, jakou člověk cítí, když se vytáhnou plachty a zafouká vítr.“ | “ |
| — Režisérka Sofie Šustková | |   |